# Джакомо Пасторіно
Джакомо Пасторіно  (італ. Giacomo Pastorino, 7 червня 1980) — італійський ватерполіст, олімпійський медаліст.

## Виступи на Олімпіадах
| Олімпіада   | Дисципліна | Місце |
| ----------- | ---------- | ----- |
| Лондон 2012 | водне поло | 2     |